# Hệ thống đào tạo nghề kép
Hệ thống đào tạo nghề kép (tiếng Đức: 'duale Ausbildung, duales Berufsausbildungssystem') là một nền giáo dục song đôi, kết hợp giữa việc học nghề trong môi trường thực tế tại một doanh nghiệp và tại trường dạy nghề, theo đó cơ sở làm việc tập trung vào việc cung cấp các kiến thức và kỹ năng thực tế, còn nhà trường cung cấp kiến thức lý thuyết về cơ bản.
Để có thể theo học, người học nghề, phải có một hợp đồng (Berufsausbildungsvertrag: ở CHLB Đức; Áo, Thụy Sĩ và Nam Tirol (Ý): Lehrvertrag) với một doanh nghiệp. Trong thời gian học, học sinh học nghề học phần lý thuyết ở trường dạy nghề và phần thực hành tại hãng xưởng.

## Đức
Sau khi tốt nghiệp trung học phổ thông bắt buộc (hết lớp 9), học sinh có thể làm đơn xin chỗ học nghề ở lứa tuổi 15. Mỗi nghề đều có chương trình riêng. Cho nên có thể là học sinh theo học ở doanh nghiệp 3, hoặc 4 ngày và học ở trường nghề 1, hay 2 ngày. Cũng có thể là học sinh học ở trường liên tiếp tới 8 tuần (Blockunterricht). Ngoài ra vì các nghề càng ngày càng phức tạp, doanh nghiệp có thể không chỉ dạy đủ hết những điều cần thiết trong phần thực hành, hội chuyên nghiệp tổ chức những khóa thực tập ngoài doanh nghiệp (Überbetriebliche Ausbildung) kéo dài 3, 4 tuần. 

## Giới hạn

### Đức

Hệ thống học vấn ở Đức

Chỗ học tùy theo ngành và vùng rất khác biệt. Có nghề mà có nhiều chỗ không đủ người học. Một số công ty của Đức bị thiếu hụt nguồn nhân lực kế cận có chuyên môn. Cho nên không chỉ các công dân châu Âu mà cả những người trẻ đến từ các quốc gia ngoài châu Âu cũng có thể bắt đầu học những ngành nghề có nhu cầu đặc biệt cao tại Đức. Ngoài ra nhiều ngành không đủ chỗ cho học sinh, khiến chính phủ phải lập ra những chương trình đặc biệt dạy cho học sinh ngoài doanh nghiệp. Ngoài ra một số học sinh chưa đủ độ trưởng thành, hoặc trình độ học vấn chưa đủ sự đòi hỏi của một số khóa học nghề.

## Cơ hội
Sau khi tốt nghiệp, con đường dẫn tới cơ hội có một công việc ổn định sẽ rộng mở, ngay cả đối với việc tiếp tục được đào tạo để trở thành thợ cả. Ngoài ra học viên đạt được trình độ thợ cả còn được phép đi học tại các đại học chuyên ngành hoặc các trường đại học tổng hợp.